# アデュナトン
アデュナトン（adynaton、複数形: adynata、名状不能）とは、誇張法の形式で、言い表せないと言うことによりその大きさを伝えたり、現実にはまったくありえない極端な長さなどをほのめかす修辞技法のこと。語源はギリシア語のαδύνατος/ον, adynatos/on（不可能、の意）。
- ラクダが針の目を通り抜けるのは、富者が神の国に入ることよりもやさしい。 - 『マタイによる福音書』19.24
- なんとお礼を申しあげればよいものやら、とても言葉では言い表せません。 -『レトリックを少々』佐藤信夫著 p.53

## 概要
アデュナトンは古典古代（Classical antiquity）に文学技法・修辞技法として広まり、ラテン語ではimpossibiliaとして有名だった。他の出来事より早く起きる、起こりそうもない出来事を言うことに使われることが多かった。
- 人は時計同士より早い哲学者同士の合意を予想しうる。 - セネカ『Apocolocyntosis (divi Claudii)』

アデュナトンは、フィクションや劇の中でも使われている。